# Lęborgowy
Lęborgowy, Limbargowy Potok – potok, dopływ Dunajca. Jego zlewnia znajduje się w Sromowcach Wyżnych w województwie małopolskim, w powiecie nowotarskim, w gminie Czorsztyn.
Spływa południowymi stokami Pienin między Zamczyskiem i Rabsztynem. Wypływa poniżej Suszyny w źródle na wysokości 687 m i spływa nieco krętym korytem w kierunku południowo-zachodnim, potem południowym, w końcu południowo-wschodnim, przepływa między polanami Podwapienie i Lęborg i na wysokości 465 m uchodzi do rozlewiska na lewym brzegu Dunajca koło przystani flisackiej. Ma kilka niewielkich dopływów.